# Marietta Alboni
Marietta Alboni (Città di Castello, 6 de Março de 1826 — Ville-d'Avray, 23 de Junho de 1894) foi uma cantora de ópera italiana (contralto). Foi sepultada no Cemitério do Père-Lachaise.